# Arroz tres delicias: sexo, raza y género
Arroz tres delicias: sexo, raza y género es un libro escrito por Chenta Tsai Tseng, publicado en 2019, con el subtítulo de Vete a tu puto país sobre la inmigración como descontextualización de la identidad personal, visto desde el análisis de la propia experiencia vivida por el autor, que utiliza el pseudónimo artístico de Putochinomaricón, como español hijo de inmigrantes taiwaneses.

## Historia

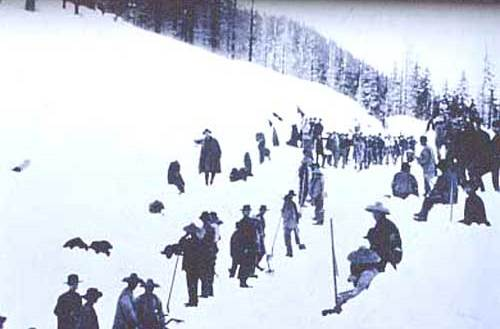
Trabajadores chinos contratados para la construcción del primer Ferrocarril Transcontinental de Estados Unidos, trabajando en la nieve.

Arroz tres delicias: sexo, raza y género nace de la experiencia biográfica de su autor, el artista polifacético Putochinomaricón, como hijo de inmigrantes chinos en España. Los sobretítulos, "sexo, raza y género" y "Vete a tu puto país" exponen el contenido del libro de forma textual y reivindicativa, siguiendo el formato artístico habitual de su autor, conocido por sus creaciones artísticas performativas.  
El título Arroz tres delicias, es un plato típico de comida en restaurantes chinos occidentales, que se originó en Estados Unidos, en el contexto de supervivencia que vivieron los trabajadores chinoamericanos que construyeron el Ferrocarril Transcontinental estadounidense, los trabajadores chinos constituían el noventa por ciento de la fuerza laboral en la parte occidental de la línea, el ferrocarril del Pacífico central, durante la construcción del Primer ferrocarril transcontinental de Estados Unidos. Los trabajadores de China fueron explotados y discriminados con remuneración muy inferior a las que recibían el resto de trabajadores, por lo que para sobrevivir utilizaban las sobras de comida tiradas por jefes de obra para cocinarlas con el arroz que recibían cada día y así nació el arroz tres delicias. En palabras de su autor: "Siento que todos los que hemos sido considerados minorías compartimos una historia parecida. Con las sobras, los restos, los escupitajos, el racismo, la misoginia y la homofobia nos hicieron pedacitos, pero luego nos recompusimos y nos hicimos más fuertes. Este libro trata sobre ese momento crucial en el que uno decide deconstruirse y apropiarse de esos pedacitos".

## Temática
Arroz tres delicias: sexo, raza y género es un libro autobiográfico de Chenta Tsai Tseng y las tres palabras, sexo, raza y género dan las claves de los tres temas reivindicativos que el autor analiza. La homofobia, el racismo y la misoginia se analizan y desgranan desde la experiencia personal del autor. El autor referencia experiencias similares vividas por otras personas, la discriminación por razón de sexo en caso de homosexualidad, la discriminación por la raza que sufrieron los trabajadores chinos en Estados Unidos durante la construcción del ferrocarril, y la discriminación por motivos de género en el caso de la mujer. Se utilizan herramientas del deconstructivismo para rehacer la biografía personal con una identidad reconstruida a partir de las esquirlas producidas por los golpes de la estigmatización social.